# Fransk auktion
Fransk auktion (franska Tâtonnement) är en typ av auktion som främst lämpar sig för prissättning av guld och aktier.
Flera säljare och flera köpare uppger sin kvantitet och sitt pris. En dator räknar på någon sekund ut vilken prisnivå som resulterar i högsta möjliga omsatta kvantitet. Utan hjälp av dator tar uträkningen flera minuter i anspråk. Vid London Bullion Market fastställs världsmarknadspriset för guld vid "the morning fix" klockan 10:30 GMT och vid "the afternoon fix" klockan 15 GMT. För aktier vid de stora aktiebörserna i världen används French Auction främst vid de allra första transaktionerna omedelbart efter starten på morgonen. Prissättningen sker därvid med hög exakthet, eftersom det är många säljare och många köpare som tillkommit under natten. Längre fram på dagen sjunker exaktheten något, beroende på ett något mindre antal säljare och köpare vid varje enskilt prissättningsögonblick. Det var den franske professorn Léon Walras (1834-1910) som 1874 beskrev den beräkningsmetod som ligger till grund för French Auction.  